# Discogatto/Verona Beat
Discogatto/Verona Beat è il sesto singolo del gruppo cabarettistico veronese I Gatti di Vicolo Miracoli pubblicato nel 1979 da Warner Bros. Records.

## Il disco
Il disco, prodotto da Claudio Bonivento, si avvale degli arrangiamenti di Gilberto Ziglioli.

## Tracce
Lato A
1. Discogatto – 4:20 (Nini Salerno, Umberto Smaila)

Lato B
1. Verona Beat – 5:40 (Nini Salerno, Umberto Smaila)

## Formazione
- Umberto Smaila
- Jerry Calà
- Nini Salerno
- Franco Oppini